# Mothaise
 (décembre 2009).
La mothaise est une coiffe des Deux-Sèvres portée de La Mothe-Saint-Héray jusqu'à Saint-Maixent-l'École. Elle est encore portée lors de la fête des rosières qui se tient tous les ans à la Mothe-Saint-Héray, le premier week-end de septembre.
Montée sur un moule en carton, de forme allongée au sommet « cassé », la mothaise embellissait la femme qui la portait. Son nœud aux franges caractéristiques et le travail de tuyautage au toquet (appelé « queue d'écrevisse ») en font une coiffe riche et élégante.
Au début du XIXe siècle, on portait avant la mothaise connue, une coiffe plus trapue, plus alourdie par sa forme large, dénommée « raclette ». Cette dernière était montée sur un bonnet matelassé, puis plus tard sur une forme en carton, matériau plus léger.